# Bolo de rolo

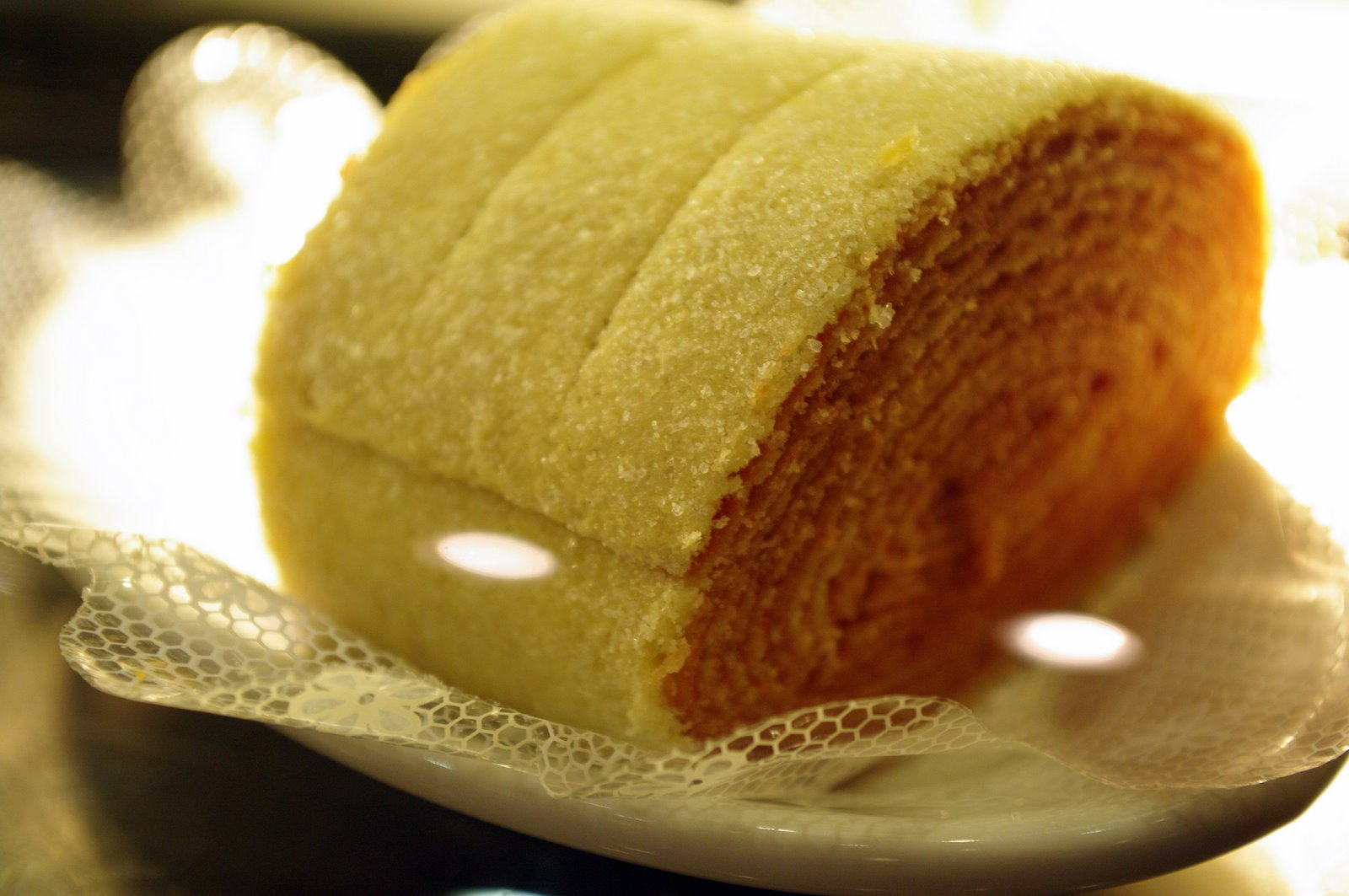
Bolo de rolo

Der Bolo de rolo (deutsch: Rollkuchen, auch Pernambuco-Kuchen) ist ein beliebter Kuchen aus Brasilien. Er gilt als Symbol für den Bundesstaat Pernambuco.

## Zutaten und Zubereitung
Der Kuchenteig wird aus Eiern, Mehl, Zucker und Butter hergestellt. Nach dem Backen wird der Biskuitteig mit Obstmarmelade (traditionell Guavenmarmelade, die Goiabada) oder Nussmasse bestrichen und aufgerollt.

## Geschichte
Der Ursprung des Kuchens ist der portugiesische Colchão de noiva (port. sinngemäß Brautbett), ein ursprünglich aus dem Ort Tavira an der Algarve stammender Kuchen. Vermutlich kam der Bolo de rolo bereits im 17. Jahrhundert nach Pernambuco. Die Damen der wohlhabenden Geschäftsleute konnten hier jedoch nicht die in Portugal üblichen Marmeladen aus Birnen oder den namengebenden Quitten (port.: Marmelo) verwenden, ebenso waren Zutaten wie Mandeln, Pinienkerne oder Ingwer hier kaum zu haben. In der Folge ersetzten sie diese mit regionalen Fruchtzubereitungen, neben Cashewnuss und -frucht, Banane oder Ananas vor allem aus Goiaba (dt.: Guave). So war der Bolo de rolo als eine traditionelle Spezialität Pernambucos bereits lange etabliert, bevor mit der Übersiedlung des portugiesischen Königshauses 1808 nach Rio de Janeiro auch der Einfluss französischer Kultur im Land spürbar wurde, und sich auch gastronomisch bemerkbar machte. So blieb er eine Spezialität Pernambucos, im Wesentlichen unverändert bis heute.
Der Kuchen wurde 2007 als kulturelles Erbe Pernambucos durch das Parlament des brasilianischen Bundesstaates anerkannt.